# Werner Zeussel
Werner Zeussel (München,  14 november 1941 - 8 oktober 2009) was een Beiers populair acteur en toneelschrijver.
Zeussel werkte vanaf het einde van de jaren '70 mee aan verschillende bekende televisiereeksen, zoals Der Millionenbauer (met Walter Sedlmayr), Die Hausmeisterin, Tatort en Der Bulle von Tölz. Hij werd echter vooral bekend als de zingende conciërge Stürzlinger ("In den Bergen wohnt die Freiheit") uit de kinderserie Meister Eder und sein Pumuckl (met Gustl Bayrhammer). Hij speelde dezelfde rol in de speelfilm Pumuckl und der blaue Klabauter uit 1994. De acteur was ook lid van de Komödienstadel-ensembles en was in 2006 te zien in de succesrijke ARD-serie Um Himmels Willen aan de zijde van Fritz Wepper en Jutta Speidel.

## Filmografie

### Bioscoopfilms
- 1985: Zuckerbaby
- 1986: Hatschipuh
- 1994: Pumuckl und der blaue Klabauter

### Televisiefilms
- 1975: Der Wohltäter
- 1977: Der Komödienstadel – Die Widerspenstigen
- 1978: Der Komödienstadel – Der ledige Hof
- 1979: Tatort – Spiel mit Karten
- 1979: Tatort – Maria im Elend
- 1980: Die Undankbare
- 1981: Tatort – Im Fadenkreuz
- 1982: Die Tochter des Bombardon
- 1985: Der Komödienstadel – Der Schneesturm
- 1987: Tatort – Pension Tosca oder Die Sterne lügen nicht
- 1989: Sturm im Wasserglas
- 1991: Tatort – Animals
- 1993: Der Komödienstadel – Der siebte Bua
- 1993: Der Komödienstadel – Die Kartenlegerin
- 1993: Grüß Gott, Genosse
- 1996: Jägerblut
- 1999: Tatort – Viktualienmarkt

### Televisieseries
- 1978: Auf Achse – Fliegender Start
- 1980: Derrick – Der Tod sucht Abonnenten
- 1981: Derrick – Das sechste Streichholz
- 1982: Der Alte – Tote Lumpen jagt man nicht
- 1982: Meister Eder und sein Pumuckl – Das Neue Badezimmer / Das Weihnachtsgeschenk / Der erste Schnee / Das Spanferkelessen / Pumuckl und die Angst
- 1983: Polizeiinspektion 1 – Die Fortuna-Verkehrs-GmbH
- 1983: Weißblaue Geschichten – Bua oder Madl / Der Briefwechsel / Der Gasableser / Der Dorfbrunnen
- 1984: Franz Xaver Brunnmayr (6 afleveringen)
- 1988: Der Alte – Kein gutes Ende
- 1988: Lindenstraße – Laura
- 1988: Meister Eder und sein Pumuckl – Die geheimnisvolle Schaukel / Pumuckl und die Katze / Eders Weihnachtsgeschenk / Pumuckl ist an gar nichts schuld / Der blutige Daumen / Das Spiel mit dem Feuer
- 1989: Die Hausmeisterin – Blumen für Isidor
- 1992: Forsthaus Falkenau – Autowilderer
- 1994: Die Wache – Kleine Gefälligkeiten
- 1997: Frauenarzt Dr. Markus Merthin – Die Duftnase
- 1998: Lindenstraße – Auf in die Fremde
- 1999: Café Meineid – Kinderfasching
- 2000: Der Bulle von Tölz – Treibjagd
- 2001: Forsthaus Falkenau – Selbstfindung
- 2002: Forsthaus Falkenau – Hausmittel
- 2002: Tierarzt Dr. Engel – Das Mysterium
- 2002: Der Bulle von Tölz – Mörder unter sich
- 2004: Der Bulle von Tölz – Krieg der Sterne

## Hoorspelen (selectie)
- 1972: Franz Gischel: Der Komödienstadel: Kleine Welt – Regie: Olf Fischer
- 1974: Ludwig Ganghofer: Der Komödienstadel: Der Jäger von Fall – Regie: Olf Fischer
- 1978: Joseph Maria Lutz: Der Komödienstadel: Der Geisterbräu – Regie: Olf Fischer
- 1979: Marieluise Fleißer: Bayerische Szene: Der starke Stamm – Bewerking en regie: Edmund Steinberger
- 1979: Ludwig Anzengruber: Bayerische Szene: Der ledige Hof – Regie: Olf Fischer
- 1981: Anton Maly: Der Komödienstadel: Schneesturm – Regie: Olf Fischer
- 1981: Traugott Krischke: Angaben zur Person des Zeugen Josef von Horváth – Regie: Alexander Malachovsky
- 1982: Willy Purucker: Die Grandauers und ihre Zeit (aflevering 14: Umzüge) – Regie: Willy Purucker
- 1984: Georg Lohmeier: Königlich Bayerisches Amtsgericht (aflevering 6: Der gesetzliche Fehler) – Redactie en regie: Michael Peter
- 1984: Georg Lohmeier: Königlich Bayerisches Amtsgericht (aflevering 8: Der Bierkrawall) – Redactie en regie: Michael Peter
- 1984: Martha Meuffels: Familie Loibl (aflevering 41: Und so verbringst du deine kurzen Tage) – Redactie en regie: Michael Peter
- 1986: Hatschipuh
- 1987: Susanne Nawrath: Die Schützenliesl – Regie: Gustl Weishappel
- 1988: Fritz Meingast: Bayerische Szene: Gott würfelt nicht – Regie: Michael Peter
- 2005: Kleine Fische – aflevering 1: Rumdackln
- 2006: Kleine Fische – aflevering 2: Des neie Radl